# Mario Guillermo Huacuja y Rountree
Mario Guillermo Huacuja y Rountree (12 de diciembre de 1950, Ciudad de México) es un escritor, periodista, guionista de televisión, comentarista de radio, profesor universitario y funcionario público. Dentro de sus novelas más representativas está “El Viaje Más Largo” que trata sobre la travesía de Fernando de Magallanes alrededor del mundo, la primera en la historia de la humanidad. Magallanes fue un militar, marino y navegante, nombrado el primer europeo en pasar navegando desde el Océano Atlántico hacia el Océano Pacífico. 

## Biografía
Realizó sus estudios universitarios en La Facultad de Ciencias Políticas y Sociales UNAM, donde obtuvo la Licenciatura en Sociología. Desde 1975 hasta 1990 dio clases en dicha Facultad como Profesor e Investigador Asociado. Su primera novela, “Temblores”, la escribió después de vivir la guerra nicaragüense en 1979, pero se publicó hasta septiembre de 1985, el mes en el que ocurrió la tragedia del terremoto en la Ciudad de México.
Posteriormente en junio de 1986, viajó a lo largo de la frontera de México y Estados Unidos, desde Brownsville hasta Tijuana, en compañía de un periodista japonés. Esa travesía le sirvió como telón de fondo para escribir su novela “Las dos orillas del río”. 
Unos años más tarde, emprendió un viaje en carabela, en una réplica de la Santa María de Cristóbal Colón, que fue construida en Alvarado, Veracruz; el viaje duró dos meses. Se inició en Acapulco el 30 de abril de 1988 con 18 tripulantes de diversos países, capitaneada por el español Vital Alsar. De ese viaje surgió su novela titulada "La Resurrección de la Santa María".
En palabras del autor, las tareas en el barco se turnaban para todos, desde la preparación de la comida en la cocina hasta llevar el timón y arriar y subir las velas. Al pasar por Hawái, los tripulantes fueron recibidos en el muelle de Pearl Harbor por un grupo de mariachis y varias mesas de tacos, ya que había miles de mexicanos trabajando en aquellas islas; luego, al terminar su recorrido, la carabela llegó al puerto de Kagoshima el 28 de julio del mismo año. 
El puerto sacó a todos los niños de las escuelas para ir a recibirlos, y éstos llevaban banderas de México como símbolo de recibimiento. Más tarde, el autor se desplazó en tren Shinkansen, conocida red ferroviaria que viaja a alta velocidad en Japón, con destino hacia Hakata, Kyoto y Tokyo.
Ha trabajado como comentarista de radio, guionista de TV, director de revistas como “Para educar” del año 1992 a 1996, y “Desarrollo Sustentable”, la revista de la Secretaría de Medio Ambiente y Recursos Naturales, entre 1998 y 2000. En 1997 trabajó en el Instituto Federal Electoral (IFE), ahora llamado INE, año en que el candidato del PRD Cuauhtémoc Cárdenas –un candidato que no era del PRI- ganó por vez primera la jefatura de la capital de la república; también trabajó como Director de Comunicación Social de la Secretaría del Medio Ambiente, Recursos Naturales y Pesca (SEMARNAP), en donde tuvo la oportunidad de conocer la extraordinaria biodiversidad que tiene México.
1998-2000 fue director general de Comunicación Social de la Secretaría de Medio Ambiente, Recursos Naturales y Pesca. Director de la revista “Desarrollo Sustentable”.
2001-2003 Asesor de la Subsecretaría de Administración y Finanzas de la Secretaría de Salud.
2002-2006 Director de la revista “Agua y desarrollo sustentable”, de la Secretaría de Medio Ambiente del Edo. de México.
2006-2007 Director de la revista “Desarrollo municipal sustentable” y en el mismo año laboró en Comunicación Social de Diconsa.
De 2008-2009 laboró como Director de Información del Tribunal Electoral del Poder Judicial de la Federación.
2010-2011 estuvo como Director de Comunicación Social de la Fiscalía Especializada Para la Atención a los Delitos Electorales (Fepade).
En el año 2012 fundó la revista llamada “Iniciativa”, una publicación mensual con una temática social que se dedica a difundir causas nobles, como la labor del padre Alejandro Solalinde con los migrantes; la agrupación Techo, que trabaja para los que no tienen un lugar donde vivir; el grupo de cine documental Ambulante, una organización dedicada a apoyar y difundir el cine documental como una herramienta de transformación cultural y social; la organización de escuelas para albañiles Construyendo y Creciendo, y El Circo Volador, para la reintegración social de los jóvenes en riesgo de caer en acciones delictivas.

## Estilo literario
El estilo de Huacuja ha sido comparado con el de los grandes escritores del realismo mágico. Sin embargo, tiene una gran influencia de la literatura norteamericana moderna (Henry Miller, Norman Mailer, Cormac McCarthy, Tom Wolfe, E.L.Doctorow), la literatura latinoamericana (Julio Cortázar, Mario Vargas Llosa, Tomás Eloy Martínez, Ernesto Sábato, Gabriel García Márquez) y la literatura japonesa (Haruki Murakami, Kazuo Ishiguro, Yukio Mishima).
Maneja varios estilos, desde la novela histórica en “El viaje más largo” hasta la autobiográfica como en “La resurrección de la Santa María”, la costumbrista de “Coyoacán, hora cero” y la introspectiva en “El Hipnotista”.
Ha combinado su vida laboral como asesor político en diferentes instituciones con la literatura, una de sus grandes pasiones.

## Reconocimientos
● Finalista del Premio Xavier Villaurrutia en 1985 con la novela "Temblores"
● Finalista en el Premio de Novela Elena Poniatowska 2013 con la novela "En el nombre del hijo".

## Ensayos
● Estado y lucha política en el México actual. El Caballito, 1976 (en coautoría con José Woldenberg). 
● Economía y sistema de haciendas en México. ERA, 1978 (en coautoría con Juan Felipe Leal).

## Novelas
● Temblores. Siglo XXI, 1985.
● Las dos orillas del río Grijalbo, 1989.
● La resurrección de la Santa María, Cal y Arena, 1989.
● El viaje más largo, Fondo de Cultura Económica, 1992.
● Coyoacán, hora cero, Cal y Arena, 2009.
● In the name of the son, Trafford, 2009. Traducción al inglés de Martin Boyd de En el nombre del hijo.
● El Hipnotista. Ed. Sextil. 2012 (Electrónico).
● En el nombre del hijo, Editorial Ink, 2013.
● La ciega y el fotógrafo en el país donde la ley no importa, 2017.  (enlace roto disponible en Internet Archive; véase el historial, la primera versión y la última).
- Datos: Q17621662